# Michael Hutchence
Michael Kelland John Hutchence (Sídney, 22 de enero de 1960-Sídney, 22 de noviembre de 1997) fue un músico australiano, cofundador, vocalista y compositor de la banda INXS, con la cual vendió más de 65 millones de discos. Destacó por ser uno de los cantantes más populares y exitosos de la década de los 1980.
El historiador musical Ian McFarlane dijo de él: "Hutchence fue uno de los showmen más importantes de la música de los 1980 y 1990, exudaba un carisma enigmático y desprendía un gran sex appeal con sus ágiles y exuberantes movimientos en el escenario". En el año 1991 Hutchence fue nombrado "Mejor artista internacional" en los BRIT Awards. Murió a causa de un suicidio (ahorcamiento). Fue incluido en 2001, de forma póstuma, en el Salón de la Fama de Australian Recording Industry Association (ARIA).

## Biografía
Michael Kelland John Hutchence nació el 22 de enero de 1960 en Crows Nest, Sídney, Australia. Se crio en Hong Kong y en 1972 volvió a Australia. En 1977 formó el grupo INXS con los hermanos Andrew, Tim y Jon Farriss, Garry Gary Beers y Kirk Pengilly. En 1979 lanzó con la banda los sencillos "Simple Simon"/"We Are The Vegetables", con el que tuvieron éxito local. Ese mismo año, editaron el álbum INXS, primero de la banda y con tintes de funky-punk, que contiene el éxito local australiano "Just Keep Walking". En 1982 comenzó su éxito internacional gracias al éxito "The One Thing", incluido en el álbum Shabooh Shoobah. Posteriormente la banda tuvo más éxitos con The Swing y Listen Like Thieves, que incluyeron los temas "Original Sin" y "What You Need", respectivamente.
Para 1987, Michael ya había madurado con sus composiciones líricas, y para su disco Kick ya había producido varios éxitos, entre ellos la balada "Never Tear Us Apart". En 1989, empezó una carrera en solitario con Max Q, pero continuó en el grupo. Apareció en el filme de serie B británico Frankenstein unbound (La resurrección de Frankenstein) que protagonizó John Hurt.
Michael Hutchence fue conocido por sus romances con estrellas mundiales, tales como Kylie Minogue, Helena Christensen y Paula Yates, reconocida figura de la televisión británica, con quien tuvo una hija llamada Heavenly Hiraani Tiger Lily.
La fiebre de INXS que surgió tras el éxito de Kick continuó en la década de 1990 con el álbum X.

## Muerte
Michael fue hallado muerto el 22 de noviembre de 1997. La versión oficial señala que se ahorcó con su cinturón colgándose de la puerta de la habitación 524 del Ritz Carlton Hotel en Sídney donde el cantante, junto con INXS, se alojó en días previos de una gira por los veinte años de la banda.
A su funeral, además de los integrantes de su banda INXS, también acudieron Nick Cave, Tom Jones, Jason Donovan y los integrantes de Midnight Oil, entre otros. Fue enterrado en el cementerio Forest Lawn Memorial Park. En 1999, en un acto póstumo, salió a la venta el primer y único álbum como solista, con colaboraciones de Andy Gill y Bono.
En 2005, la banda que lo vio nacer como artista realizó un reality show para sustituirlo llamado Rockstar: INXS, en el cual el ganador y sucesor de Hutchence fue el canadiense Jason Dean Bennison (J. D. Fortune), con el cual lanzaron un nuevo álbum.

## Carrera como solista
Michael Hutchence solo tuvo una oportunidad de sacar un álbum como solista, y fue cuando en 1995 comenzó a grabar canciones para su primer y único disco en solitario, llamado simplemente Michael Hutchence. Los productores fueron Danny Saber y Andy Gill.
El vocalista de U2 y amigo de Michael, Bono, cantó y grabó parte de la letra de "Slide Away". El álbum estuvo listo para 1999, bajo el sello de V2 Records.
Además de la música, tuvo algunas participaciones incursionando en su faceta de actor, destacando principalmente en el filme australiano de 1986 Dogs in Space.